# Chiesa di Sant'Antonio Abate (Pelugo)
La chiesa di Sant'Antonio Abate è un luogo di culto cattolico e cimiteriale di Pelugo posto lungo la strada statale SS239 in direzione di Spiazzo la cui edificazione risale al VIII secolo. Conserva affreschi di Cristoforo I Baschenis e di altri componenti della sua famiglia.

## Storia
La chiesa cimiteriale intitolata a sant'Antonio abate si trova dislocata rispetto al centro abitato, sulla pianura formatasi dall'alluvione del fiume Sarca. Non vi è un documento che indichi la data esatta della sua edificazione, ma dallo studio relazionato da un archeologo tedesco nel 1903 poi conservato da don Gregorio Fruner nell'archivio parrocchiale, la sua datazione, in base alla conformazione dei cantonali delle muraglie, e dal modo in cui sono state tagliate le pietre a punti di mazza, che confermerebbero la sua antica struttura romanica, sarebbe riconducibile al IX secolo, parti del fabbricato ancora visibili: 
(archivio parrocchiale)
Il primo documento che la cita è un lascito testamentario del 1375, dal quale si deduce che era anticamente intitolata anche a san Giacomo. L'edificio ebbe una riqualificazione nel XV secolo nella conformazione gotica. Parte dell'edificio come il coro e i tre altari, furono consacrati l'11 ottobre 1498 dal suffraganeo del vescovo principe di Trento Udalrico Lichtenstein. 
A causa dell'epidemia del 1630, le pareti furono intonacate con la calce per evitare ulteriori contagi, con la conseguente scialbatura degli affreschi. Inoltre un incendio nel 1664 rovinò ulteriormente le pitture. Vi fu quindi una grande ristrutturazione negli anni successivi, con un ammodernamento strutturale, la navata fu modificata con la copertura a volte a botte unghiata e la formazione di nuovi altari. Nel susseguirsi dei secoli l'edificio necessitò di ulteriori restauri, sia nella parte strutturale, come il tetto, che nelle parti pittoriche.

## Descrizione

### Esterno
La chiesa venne costruita, secondo la tradizione, sul luogo dove san Vigilio avrebbe celebrato un'ultima messa prima del martirio, e forse qui sorse la prima pieve di tutta la val Rendena. Si trova all'interno dell'area del camposanto.

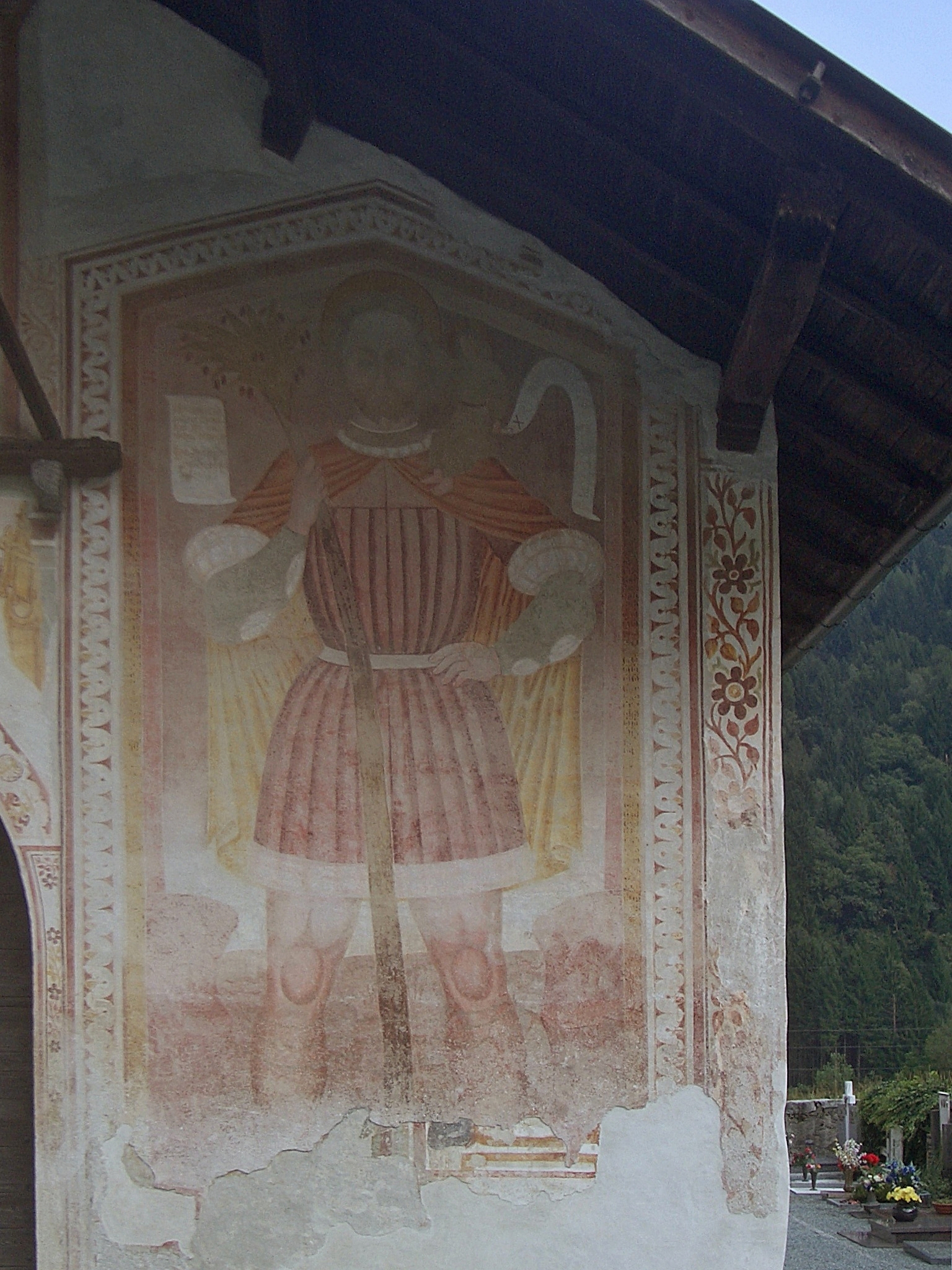
Dionisio Baschenis San Cristoforo col Bambino

La facciata è semplice, a capanna, e tutta la sua superficie, con l'esclusione della parte bassa col solo intonaco, è affrescata. Tali opere sono attribuite alla famiglia Baschenis.
Gli affreschi della facciata hanno mantenuto il loro aspetto originario grazie alla protezione delle gronde del tetto dalle allungate dimensioni. Il grande affresco raffigurante San Cristoforo col Bambino porta la firma dell'artista Dionisio Baschenis: «Ano DN CHR. MCCCCLXXX-XIII (1493) Die Mensis Octubris Ego Dionisius De Averara pixi». La raffigurazione prosegue con l'immagine dell'Annunciazione e centrale quella di sant'Antonio abate, quest'ultimo è firmato da Cristoforo e datato:  «die VI octobris» 1474. La raffigurazione prosegue con l'immagine della Madonna in trono con Bambino, la Trinità, san Giorgio che uccide il drago e sant'Orsona con le mille compagne martiri.
Sul lato sinistro dell'edificio si trova una finestra a lunetta e un ingresso secondario. Anche questa parete è riccamente affrescata.
Gli affreschi su questo lato della chiesa sono divisi su due livelli e raccontano le storie della vita di sant'Antonio, storie che fanno parte della tradizione popolare. Il livello superiore propone pitture ben conservate grazie all'ampia gronda del tetto che le protegge. I dipinti sono divisi su trenta riquadri con relativa didascalia in volgare, non sempre leggibile. 
Il primo riquadro a sinistra del livello superiore raffigura i genitori del santo che si recano per devozione al santuario di Santiago de Compostela. Il secondo illustra il voto che la madre fa al diavolo durante la traversata via mare: «Lo demonio fece rompir barbero de la nave». La terza tavola è la nascita del santo: «Come sancto Antonio nascete». La quarta raffigura sant'Antonio scolaro, la quinta il santo quando viene a conoscenza della sua nascita e decide di abbandonare per questo i genitori: «Antonio tolse cumiato». Nella sesta il santo si reca a Roma a servizio di un cardinale. La settima racconta come il papa che lo aveva assunto a suo servizio, conosciuta la sua storia lo caccia da Roma: «Cazava via sancto Antonio per pagura». Nell'ottava tavola sant'Antonio riceve l'aiuto di un eremita ma nella nova è raffigurato l'angelo che ordina all'asceta di allontanarlo. Il decimo riquadro illustra la disperazione del santo che chiede ospitalità al diavolo, il solo che lo possa aiutare. L'undicesimo affresco il santo è all'inferno e ne riceve le chiavi con il potere di aprire le porte alle anime dannate, ma data la sua incapacità di condannare viene allontanato anche dall'inferno: «Come sancto Antonio se foe liberare et fare le carte dalla Morte». Nel dodicesimo il santo fa ritorno a casa. Nel riquadro tredicesimo il santo viene tentato dal diavolo che vesti i panni di una giovane. Il quattordicesimo dipinge il santo che dona i suoi beni ai poveri, mentre nel quindicesimo viene vestito dagli abiti monacali da un vescovo: «Come sancto Antonio fu vestito da monaco da un vescovo». Gli affreschi successivi sono troppo ammalorati e di difficile identificazione.

#### Campanile
La torre campanaria nella sua forma stretta e alta, si oppone alla struttura ad andamento orizzontale della chiesa.
Questa è costruita con pietra a vista, vicina alla parte presbiteriale dell'edificio. Ha un aspetto solido, e in alto mostra finestre bifore su due ordini, le superiori leggermente più ampie. La copertura è a piramide sormontata dalla croce.

### Interno
L'aula a unica navata risale al XVI secolo, ampliata e modificata in quello XVIII, si presenta disadorna, non vi sono arredi che la completino, perché furono distrutti dagli incendi e saccheggiati da furti sacrileghi che si sono susseguiti negli anni, unico rimasto è l'altare ligneo opera di Antonio Hail di Fisto datato 1694, questo è in legno policromo dorato da Giovanni Battista Bezzi di Cusiano e presenta due colonne barocche intagliate e scanalate. Il presbiterio si presenta leggermente rialzato con gradini e soglie in pietra. Alla destra dell'abside rimane l'arco trionfale della primitiva chiesa romanica, mentre è ancora visibile sulla controfacciata la conformazione del tetto precedente l'ampliamento.
Molte sono le parti dell'aula affrescate con dipinti attribuiti a Dionisio Baschenias. Sul lato sinistro del presbiterio, nel vano più grande, vi è la raffigurazione dell'Ultima Cena che è uno dei lavori di maggior interesse pittorico, viene infatti dipinta la tavola imbandita con una forzatura prospettica tipica dei Baschenis d'Averara, e con la presenza di alimenti dalla forte simbologia, come i gamberi rossi simbolo di resurrezione ma anche simbolo eterodosso. Sul livello superiore sono dipinte altre scene della vita di Gesù: la Fuga in Egitto e Gesù tra i dottori del tempio.
La parte absidale presenta il grande affresco della Crocifissione con sante: tra queste viene identificata sant'Elena che porta la croce.  Il vano di minore dimensioni sulla destra dell'altare propone le scene della Deposizione e la Discesa al limbo con diavoli. Queste sono attribuite a Cristoforo II Baschenis, molto simili alle raffigurazioni presenti nella chiesa di San Vigilio di Pinzolo, sempre eseguite dai pittori d'Averara. Restauri eseguiti alla fine del XX secolo hanno ridato luce ad altri affreschi considerati di notevole pregio.
Gli affreschi presenti sull'arco trionfale raffiguranti l'Annunciazione degli inizi del XIV secolo, e san Vigilio in trono del secolo successivo, hanno coperto dipinti di origine carolingia. Sul lato del campanile vi sono pitture opera di Angelo Baschenis raffiguranti la Madonna in trono e le Apparizioni di Cristo dopo la morte eseguite tra il 1450 e il 1490.
Particolarmente affrescata è la volta gotica dell'abside con pitture eseguite da Cristoforo Baschenis con i quattro dottori della Chiesa raffigurati nei loro simboli, l'affresco raffigurante l'adorazione dei re Magi e due cartigli che riportano la data del 17 e 1º agosto 1489.